# Temporada da Stock Car Brasil de 1997
O Campeonato Stock Car de 1997 foi a 19ª edição promovida pela Confederação Brasileira de Automobilismo (CBA) da principal categoria do automobilismo brasileiro.
O vencedor foi o piloto Ingo Hoffmann.
Contexto histórico
Foi criada em 1977 para ser uma alternativa à extinta Divisão 1 (D1), que corria com as marcas Chevrolet (Opala) e Ford (Maverick). Isso ocorreu pelo desinteresse do público e dos patrocinadores por se tornar uma categoria monomarca, dada a superioridade dos modelos Chevrolet. Para que isso não ocorresse, a General Motors criou uma nova categoria, que unia desempenho e sofisticação. O nome foi um golpe de mestre, pois além de emular o nome da famosa categoria americana, a NASCAR, desviava a atenção da marca única.
A primeira prova ocorreu em 22 de abril de 1979, no Autódromo de Tarumã, no Rio Grande do Sul. A criação da categoria foi a melhor resposta a um antigo anseio de uma comunidade apaixonada por carros de corrida, ou seja, uma categoria de Turismo que unisse desempenho e sofisticação.
Regulamento
O regulamento foi criado para limitar os custos, procurando equilíbrio, sem comprometer as performances dignas das competições internacionais.

## Equipes e pilotos
| Equipe                            | Construtor | Carro                      | Pneu | N.° | Nome do piloto           | Rodada        |
| --------------------------------- | ---------- | -------------------------- | ---- | --- | ------------------------ | ------------- |
| WB Motorsports/Brahma Sports Team | Chevrolet  | Omega GM V6 4,1L Carburado | C    | 0   | Cacá Bueno               | Todas         |
| WB Motorsports/Brahma Sports Team | Chevrolet  | Omega GM V6 4,1L Carburado | C    | 7   | Aloysio de Andrade Filho | Todas         |
| Action Power Racing               | Chevrolet  | Omega GM V6 4,1L Carburado | P    | 17  | Ingo Hoffmann            | Todas         |
| Action Power Racing               | Chevrolet  | Omega GM V6 4,1L Carburado | P    | 9   | Xandy Negrão             | Todas         |
| Unicred Corporation               | Chevrolet  | Omega GM V6 4,1L Carburado | M    | 26  | José Bel Camilo          | Todas         |
| Team Bradesco                     | Chevrolet  | Omega GM V6 4,1L Carburado | M    | 22  | Paulo Gomes              | Todas         |
| Team Bradesco                     | Chevrolet  | Omega GM V6 4,1L Carburado | M    | 63  | Rodney Felicio           | Todas         |
| Santander Motorsport              | Chevrolet  | Omega GM V6 4,1L Carburado | C    | 73  | Chico Serra              | Todas         |
| Santander Motorsport              | Chevrolet  | Omega GM V6 4,1L Carburado | C    | 42  | Danielle Molinari        | Todas         |
| Santander Motorsport              | Chevrolet  | Omega GM V6 4,1L Carburado | C    | 49  | Alexandre Navarro        | 5             |
| Equipe Golden Cross               | Chevrolet  | Omega GM V6 4,1L Carburado | P    | 20  | Beto Cavaleiro           | 5 e 9         |
| Equipe Golden Cross               | Chevrolet  | Omega GM V6 4,1L Carburado | P    | 98  | Gustavo Checher          | 2 e 9         |
| Unimed Racing                     | Chevrolet  | Omega GM V6 4,1L Carburado | B    | 33  | Rafael Maeda             | 5-6 e 8-10    |
| Unimed Racing                     | Chevrolet  | Omega GM V6 4,1L Carburado | B    | 50  | Maurício Lobatto         | 5             |
| Unimed Racing                     | Chevrolet  | Omega GM V6 4,1L Carburado | B    | 91  | Marcelo Torrão           | 5, 8 e 10     |
| IMX Racing                        | Chevrolet  | Omega GM V6 4,1L Carburado | M    | 72  | Cello Nunes              | 7-10          |
| IMX Racing                        | Chevrolet  | Omega GM V6 4,1L Carburado | M    | 25  | Pablo Marçal             | 5-6           |
| Union Racing                      | Chevrolet  | Omega GM V6 4,1L Carburado | P    | 56  | Ariel Barranco           | Todas         |
| Elf Marc VDS Racing Team          | Chevrolet  | Omega GM V6 4,1L Carburado | C    | 68  | Fábio Lemans             | 4-6 e 8-10    |
| Elf Marc VDS Racing Team          | Chevrolet  | Omega GM V6 4,1L Carburado | C    | 96  | Pierre Ventura           | 5, 8 e 10     |
| Flexbox HP40 Motorsport           | Chevrolet  | Omega GM V6 4,1L Carburado | C    | 21  | Fernando Giordano        | 6-10          |
| Italtrans Racing Team             | Chevrolet  | Omega GM V6 4,1L Carburado | P    | 36  | Victor Amorim            | 4-5           |
| Pertamina Mandalika SAG Team      | Chevrolet  | Omega GM V6 4,1L Carburado | P    | 83  | César Fonseca            | 5             |
| NTS RW Racing GP                  | Chevrolet  | Omega GM V6 4,1L Carburado | C    | 53  | Adalberto Jardim         | Todas         |
| NTS RW Racing GP                  | Chevrolet  | Omega GM V6 4,1L Carburado | C    | 47  | Carlos Augusto Falletti  | Todas         |
| Dynavolt Intact GP                | Chevrolet  | Omega GM V6 4,1L Carburado | C    | 39  | Ricardo Brites           | 9             |
| One Energy Racing                 | Chevrolet  | Omega GM V6 4,1L Carburado | P    | 59  | Carlos Cunha             | Todas         |
| One Energy Racing                 | Chevrolet  | Omega GM V6 4,1L Carburado | P    | 19  | Paulo Baldine            | 1-3 e 5-10    |
| Ongetta SIC58 Squadracorse        | Chevrolet  | Omega GM V6 4,1L Carburado | C    | 65  | Newton Grillo            | Todas         |
| Ongetta SIC58 Squadracorse        | Chevrolet  | Omega GM V6 4,1L Carburado | C    | 44  | Marcelo Romani           | 1-6 e 8-10    |
| Pons Racing 40                    | Chevrolet  | Omega GM V6 4,1L Carburado | B    | 76  | Orlando Maia             | 4-6 e 8-10    |
| Pons Racing 40                    | Chevrolet  | Omega GM V6 4,1L Carburado | B    | 86  | Cláudio Simão            | 2 e 5-10      |
| Solunion GasGas Aspar Team        | Chevrolet  | Omega GM V6 4,1L Carburado | B    | 58  | Sérgio da Cunha          | 1-6 e 8-10    |
| Solunion GasGas Aspar Team        | Chevrolet  | Omega GM V6 4,1L Carburado | B    | 84  | Rafael Seibel            | 1, 4-6 e 8-10 |
| Leopard Impala Racing Team        | Chevrolet  | Omega GM V6 4,1L Carburado | M    | 57  | Rodrigo Detillo          | 2 e 5-10      |
| Petronas Sprinta Racing           | Chevrolet  | Omega GM V6 4,1L Carburado | P    | 8   | Alessandro Weiss         | Todas         |
| Petronas Sprinta Racing           | Chevrolet  | Omega GM V6 4,1L Carburado | P    | 35  | José Fernando Parra      | Todas         |
| Rivacold Snipers Team             | Chevrolet  | Omega GM V6 4,1L Carburado | C    | 48  | Hudson di Camargo        | Todas         |
| Rivacold Snipers Team             | Chevrolet  | Omega GM V6 4,1L Carburado | C    | 79  | Fausto Resende           | Todas         |
| SIC58 Squadra Corse               | Chevrolet  | Omega GM V6 4,1L Carburado | P    | 77  | Fausto Camacho           | Todas         |
| SIC58 Squadra Corse               | Chevrolet  | Omega GM V6 4,1L Carburado | P    | 4   | Renata Nadel             | 1-3 e 5-10    |
| Sterilgarda Max Racing Team       | Chevrolet  | Omega GM V6 4,1L Carburado | C    | 92  | Khayan Ghazzaoui         | 5-6           |
| Sterilgarda Max Racing Team       | Chevrolet  | Omega GM V6 4,1L Carburado | C    | 89  | Cristiano Tock           | 10            |
| Avintia Esponsorama Grand Prix    | Chevrolet  | Omega GM V6 4,1L Carburado | C    | 71  | Rafael Mascarenhas       | 1             |
| Avintia Esponsorama Grand Prix    | Chevrolet  | Omega GM V6 4,1L Carburado | C    | 10  | Carlos Girolla           | 5 e 10        |
| BOE Owlride Autosport             | Chevrolet  | Omega GM V6 4,1L Carburado | C    | 62  | Jared Wilson             | 9             |
| BOE Owlride Autosport             | Chevrolet  | Omega GM V6 4,1L Carburado | C    | 2   | Leonardo Garcia          | 4             |
| CarXpert Prüstel GP               | Chevrolet  | Omega GM V6 4,1L Carburado | P    | 75  | Flávio Trindade          | Todas         |
| CarXpert Prüstel GP               | Chevrolet  | Omega GM V6 4,1L Carburado | P    | 15  | Edgar Colamarino         | 7             |
| Team Bardahl Academy              | Chevrolet  | Omega GM V6 4,1L Carburado | P    | 90  | Fausto Bessa             | Todas         |
| CIP Green Power                   | Chevrolet  | Omega GM V6 4,1L Carburado | M    | 87  | Ananias Justino          | Todas         |
| CIP Green Power                   | Chevrolet  | Omega GM V6 4,1L Carburado | M    | 6   | Laércio Justino          | Todas         |
| Carlos Alves Competições          | Chevrolet  | Omega GM V6 4,1L Carburado | C    | 46  | Carlos Alves             | Todas         |
| Carlos Alves Competições          | Chevrolet  | Omega GM V6 4,1L Carburado | C    | 3   | Ricardo Etchenique       | 1-7 e 9       |
| NASCAR Motorsport                 | Chevrolet  | Omega GM V6 4,1L Carburado | C    | 70  | Oscar Chanoski           | Todas         |
| Spinelli Racing                   | Chevrolet  | Omega GM V6 4,1L Carburado | P    | 85  | Arioldo Castilho         | 10            |

## Calendário e resultados

### Etapas
| #  | Circuito             | Data           | Pole Position      | Volta mais rápida | Piloto Vencedor | Equipe Vencedora                  |
| -- | -------------------- | -------------- | ------------------ | ----------------- | --------------- | --------------------------------- |
| 1  | GP de São Paulo      | 20 de abril    | Xandy Negrão       | Xandy Negrão      | Xandy Negrão    | Action Power Racing               |
| 2  | GP de Cascavel       | 4 de maio      | Ingo Hoffmann      | Alessandro Weiss  | Ingo Hoffmann   | Action Power Racing               |
| 3  | GP de Campo Grande   | 8 de junho     | Xandy Negrão       | Xandy Negrão      | Xandy Negrão    | Action Power Racing               |
| 4  | GP de Londrina       | 6 de julho     | Ingo Hoffmann      | Paulo Gomes       | Xandy Negrão    | Action Power Racing               |
| 5  | GP de São Paulo      | 27 de julho    | Ingo Hoffmann      | Alessandro Weiss  | Ingo Hoffmann   | Action Power Racing               |
| 6  | GP de Brasília       | 17 de agosto   | Flávio Trindade    | Paulo Gomes       | Paulo Gomes     | Team Bradesco                     |
| 7  | GP de Goiânia        | 14 de setembro | Carlos Alves       | Ariel Barranco    | Paulo Gomes     | Team Bradesco                     |
| 8  | GP de Curitiba       | 26 de outubro  | Adalberto Jardim   | Paulo Gomes       | Paulo Gomes     | Team Bradesco                     |
| 9  | GP do Rio de Janeiro | 16 de novembro | Ricardo Etchenique | Cacá Bueno        | Cacá Bueno      | WB Motorsports/Brahma Sports Team |
| 10 | GP de São Paulo      | 7 de dezembro  | Ingo Hoffmann      | Ingo Hoffmann     | Ingo Hoffmann   | Action Power Racing               |

## Classificação

### Campeonato de pilotos
| Pos | Piloto                   | SPO | CAS | CGR | LON | SPO | BRA | GOI | CTB | RJO | SPO | Pts |
| --- | ------------------------ | --- | --- | --- | --- | --- | --- | --- | --- | --- | --- | --- |
| 1   | Ingo Hoffmann            | 8   | 1   | 4   | 2   | 1   | 3   | 3   | 3*  | 11  | 1   | 136 |
| 2   | Xandy Negrão             | 1   | 25  | 1   | 1   | 6   | 12  | Ret | 2   | 18  | 4   | 129 |
| 3   | Paulo Gomes              | 2   | 4   | 6   | NPQ | 3   | 1   | 1   | 1   | 4   | 25  | 121 |
| 4   | Carlos Alves             | 9   | 2   | 5   | 4   | 5   | 5   | 2   | 18  | 2   | 7   | 113 |
| 5   | Alessandro Weiss         | 17  | 8   | 2   | 5   | 14  | 19  | 12  | 37  | 7   | 19  | 92  |
| 6   | Chico Serra              | 3   | 5   | 8   | 12  | 16  | 16  | 4   | 19  | 3   | 3   | 89  |
| 7   | Adalberto Jardim         | 7   | 3   | 7   | 9   | 10  | 4   | 20  | 9   | 6   | 30  | 78  |
| 8   | Ariel Barranco           | 6   | Ret | 11  | 3   | 4   | 6*  | 26  | 7   | 12  | 2*  | 76  |
| 9   | Cacá Bueno               | 10  | 26† | 3   | 6   | 7   | 26  | 6   | 34  | 1*  | 39  | 71  |
| 10  | Oscar Chanoski           | 5   | 6   | 16  | 7   | 37  | 8   | INF | 38  | 8   | 6   | 68  |
| 11  | Flávio Trindade          | 4   | Ret | 9   | Ret | 2   | 7   | 11  | 11  | 14  | 32  | 68  |
| 12  | Fausto Bessa             | 14  | 7   | 15  | Ret | 20  | 9   | 7   | 4   | 29  | 9   | 65  |
| 13  | Ananias Justino          | 13  | 9   | 18  | DSQ | 17  | 21  | 5   | 16  | 16  | 10  | 45  |
| 14  | Laércio Justino          | 16  | 12  | 10  | Ret | 9   | 11  | 14  | 5   | 9   | 24  | 43  |
| 15  | Ricardo Etchenique       | 15  | 10  | 14  | 14  | 39  | 28  | 19  |     | 15  |     | 37  |
| 16  | Carlos Augusto Falletti  | 11  | Ret | 12  | 8   | 13  | 23  | 13  | 26  | 30  | 33  | 35  |
| 17  | Danielle Molinari        | 18  | 11  | 21  | 17  | 11  | 24  | Ret | 10  | 22  | 28  | 31  |
| 18  | Aloysio de Andrade Filho | 12  | Ret | 19  | 11  | 21  | 27  | 25  | 13  | 39  | 14  | 26  |
| 19  | José Bel Camilo          | 20  | 13  | 23  | 15  | 19  | 25  | 10  | 14  | 17  | 8   | 24  |
| 20  | Rodney Felicio           | 28  | 24  | 13  | 16  | 22  | 10  | 9   | 6   | 10  | 35  | 18  |
| 21  | Carlos Cunha             | 24  | 14  | 24  | 10  | 28  | 22  | 8   | 12  | 37  | 5   | 15  |
| 22  | Sérgio da Cunha          | 21  | 15  | 20  | 21  | 34  | 13  |     | 17  | 23  | 20  | 13  |
| 23  | Newton Grillo            | 26  | 16  | 25  | Ret | 35  | 20  | 15  | 20  | 21  | 37  | 11  |
| 24  | Hudson di Camargo        | Ret | 19  | 17  | 19  | 18  | 18  | Ret | 21  | 19  | 38  | 10  |
| 25  | José Fernando Parra      | 22  | 17  | 30  | 18  | 12  | 15  | 18  | 15  | 38  | 15  | 9   |
| 26  | Fausto Resende           | 19  | 18  | 28  | 13  | 33  | 35  | Ret | 24  | 13  | 21  | 7   |
| 27  | Fausto Camacho           | 29  | 20  | 22  | 22  | 32  | 14  | 24  | 22  | 31  | 18  | 7   |
| 28  | Renata Nadel             | 25  | 21  | 27  |     | 23  | 36  | Ret | 23  | 35  | 17  | 6   |
| 29  | Marcelo Romani           | 23  | 22  | 29  | 20  | 15  | 33  |     | 28  | 25  | 16  | 5   |
| 30  | Paulo Baldine            | 27  | 23  | 26  |     | 24  | 31  | 17  | 29  | 26  | 31  | 5   |
| 31  | Cláudio Simão            |     | DNF |     |     | 29  | 32  | 21  | 8   | 5   | 11  | 5   |
| 32  | Rafael Seibel            | Ret |     |     | Ret | 36  | 2   |     | 27  | 27  | 12  | 1   |
| 33  | Orlando Maia             |     |     |     | 23  | 8   | 34  |     | 32  | 24  | 22  | 0   |
| 34  | Rodrigo Detillo          |     | Ret |     |     | 40  | 29  | 16  | 25  | 28  | 23  | 0   |
| 35  | Fábio Lemans             |     |     |     | Wth | 27  | 30  |     | 31  | 20  | 27  | 0   |
| 36  | Rafael Maeda             |     |     |     |     | DNQ | 37  |     | 30  | 33  | 29  | 0   |
| 37  | Cello Nunes              |     |     |     |     |     |     | 22  | 39  | 36  | 26  | 0   |
| 38  | Victor Amorim            |     |     |     | Ret | DNQ |     |     |     |     |     | 0   |
| 39  | Pablo Marçal             |     |     |     |     | DNQ | 39  |     |     |     |     | 0   |
| 40  | Fernando Giordano        |     |     |     |     |     | 38  | 23  | 35  | 34  | 36  | 0   |
| 41  | Pierre Ventura           |     |     |     |     | 26  |     |     | 33  |     | 34  | 0   |
| 42  | Marcelo Torrão           |     |     |     |     | 31  |     |     | 36  |     | 13  | 0   |
| 43  | Maurício Lobatto         |     |     |     |     | DNQ |     |     |     |     |     | 0   |
| 44  | César Fonseca            |     |     |     |     | 30  |     |     |     |     |     | 0   |
| 45  | Ricardo Brites           |     |     |     |     |     |     |     |     | 32  |     | 0   |
| 46  | Beto Cavaleiro           |     |     |     |     | 38  |     |     |     | Ret |     | 0   |
| 47  | Alexandre Navarro        |     |     |     |     | Ret |     |     |     |     |     | 0   |
| 48  | Gustavo Checher          |     | Ret |     |     |     |     |     |     | Ret |     | 0   |
| 49  | Khayan Ghazzaoui         |     |     |     |     | 25  | 17  |     |     |     |     | 0   |
| 50  | Edgar Colamarino         |     |     |     |     |     |     | Ret |     |     |     | 0   |
| 51  | Rafael Mascarenhas       | Ret |     |     |     |     |     |     |     |     |     | 0   |
| 52  | Jared Wilson             |     |     |     |     |     |     |     |     | Ret |     | 0   |
| 53  | Carlos Girolla           |     |     |     |     | Ret |     |     |     |     | NQ  | 0   |
| 54  | Leonardo Garcia          |     |     |     | Ret |     |     |     |     |     |     | 0   |
| 55  | Cristiano Tock           |     |     |     |     |     |     |     |     |     | NQ  | 0   |
| 56  | Arioldo Castilho         |     |     |     |     |     |     |     |     |     | NQ  | 0   |
| Pos | Piloto                   | SPO | CAS | CGR | LON | SPO | BRA | GOI | CTB | RJO | SPO | Pts |

| Cor      | Resultado            |
| -------- | -------------------- |
| Ouro     | Vencedor             |
| Prata    | 2º lugar             |
| Bronze   | 3º lugar             |
| Verde    | Terminou, nos pontos |
| Azul     | Terminou, sem pontos |
| Púrpura  | Retirou-se (Ret)     |
| Vermelho | Não qualificado (NQ) |
| Preto    | Desqualificado (DSQ) |
| Branco   | Não largou (NL)      |
| Sem cor  | Não participou (NP)  |
| Sem cor  | Lesionado (Les)      |
| Sem cor  | Excluído (EX)        |